# Сніданок немовляти
«Сніданок немовляти» (фр. Repas de bébé, 1895) — документальний короткометражний фільм, один з перших фільмів, знятих братами Люм'єр. У фільмі показано, як Огюст Люм'єр і його дружина Маргеріт годують з ложечки немовля (Андре Люм'єр), що сидить між ними за столом. Цей фільм знімали апаратом «Кінематограф» на 35-мм кіноплівку. Співвідношення сторін кадра 1,33: 1.

## Цікаві факти
- Фільм показали сьомим на знаменитому першому платному люм'єрівському кіносеансі з десяти фільмів в Парижі у підвалі «Гран-кафе» на бульварі Капуцинок 28 грудня 1895 року.